# Cabo Columbia
El cabo Columbia es uno de los puntos más septentrionales de la tierra, ubicado en la isla Ellesmere, Canadá, el punto más occidental de la costa del mar de Lincoln, uno de los brazos del océano Ártico. Es el punto más septentrional de la tierra fuera de Groenlandia y su distancia al polo norte es de tan solo 769 km (478 millas / 415 millas náuticas). 

## Historia

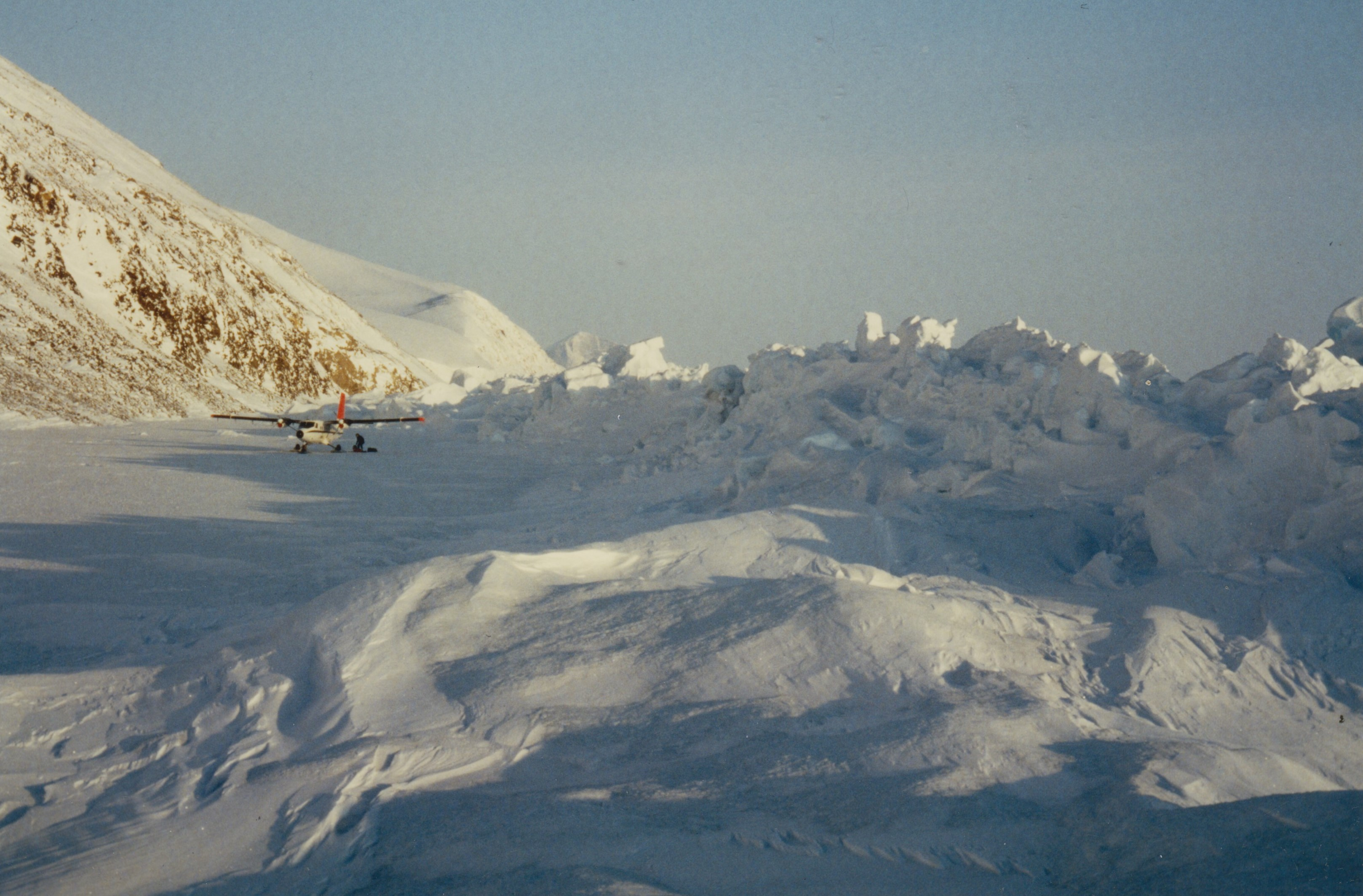
La banquisa del océano Ártico se acumula frente al Cabo Columbia, 18 de abril de 1990

El cabo Columbia fue alcanzado en 1876 por Pelham Aldrich, un teniente de la expedición del explorador británico George Nares (1875-76). 
Además de ser uno de los puntos más cercanos al polo, cabo Columbia fue elegido como punto de partida por Robert Peary en su último intento para alcanzar el Polo en 1909, porque estaba lo suficientemente alejado al oeste como para estar libre del hielo que cerraba el canal Robeson, el último tramo del estrecho de Nares. Desde cabo Columbia pensaban alcanzar en línea recta el Polo caminando sobre el hielo del océano Polar. El campamento de invierno y su buque Roosevelt estaban situados a unas noventa millas al sudeste, en cabo Sheridan, cerca de Alert. 
Peary utilizó un sistema, el sistema Peary, que se basaba en varios equipos de apoyo que iban desbrozando el camino y dejando víveres en escondites. Esos equipos, siempre en trineos de perros, salieron del Roosevelt a partir del 15 al 22 de febrero de 1909, regresando a cabo Columbia. El 1 de marzo la expedición zarpó del cabo Columbia hacia el Polo. El paralelo 84° se cruzó el 18 de marzo y el 86° el 23 de marzo. La posición final alcanzada por Peary es hoy día puesta en duda, ya que las velocidades que afirmó haber conseguido después de la marcha de los últimos testigos independientes hacen, en el mejor de los casos, dudar. Peary regresó a la tierra en cabo Columbia de nuevo el 23 de abril.